# Roadside Attractions
Roadside Attractions, LLC é uma produtora e distribuidora de filmes norte-americana com sede em Los Angeles, Califórnia, fundada em 27 de julho de 2000 por Howard Cohen e Eric d'Arbeloff. Em 2007, a Lionsgate Films adquiriu uma parte da empresa, que desde então tem atuado principalmente como o braço de filmes independentes (arthouse) do estúdio.